# Tróitskoie (Primórie)
|  | Per a altres significats, vegeu «Tróitskoie». |

Tróitskoie (en rus: Троицкое) és un poble del krai de Primórie, a l'Extrem Orient de Rússia, que en el cens del 2010 tenia 990 habitants. Es troba al districte rural de Khankaiski.